# 파울리뉴 크리시우마
파울리뉴 크리시우마(영어: Paulinho Criciúma, 1964년 11월 9일 ~ )는 브라질 출신의 축구 선수이다. K리그에서 등록명은 호샤를 사용하였으며 공격수로 활약하였다.